# Aerarium

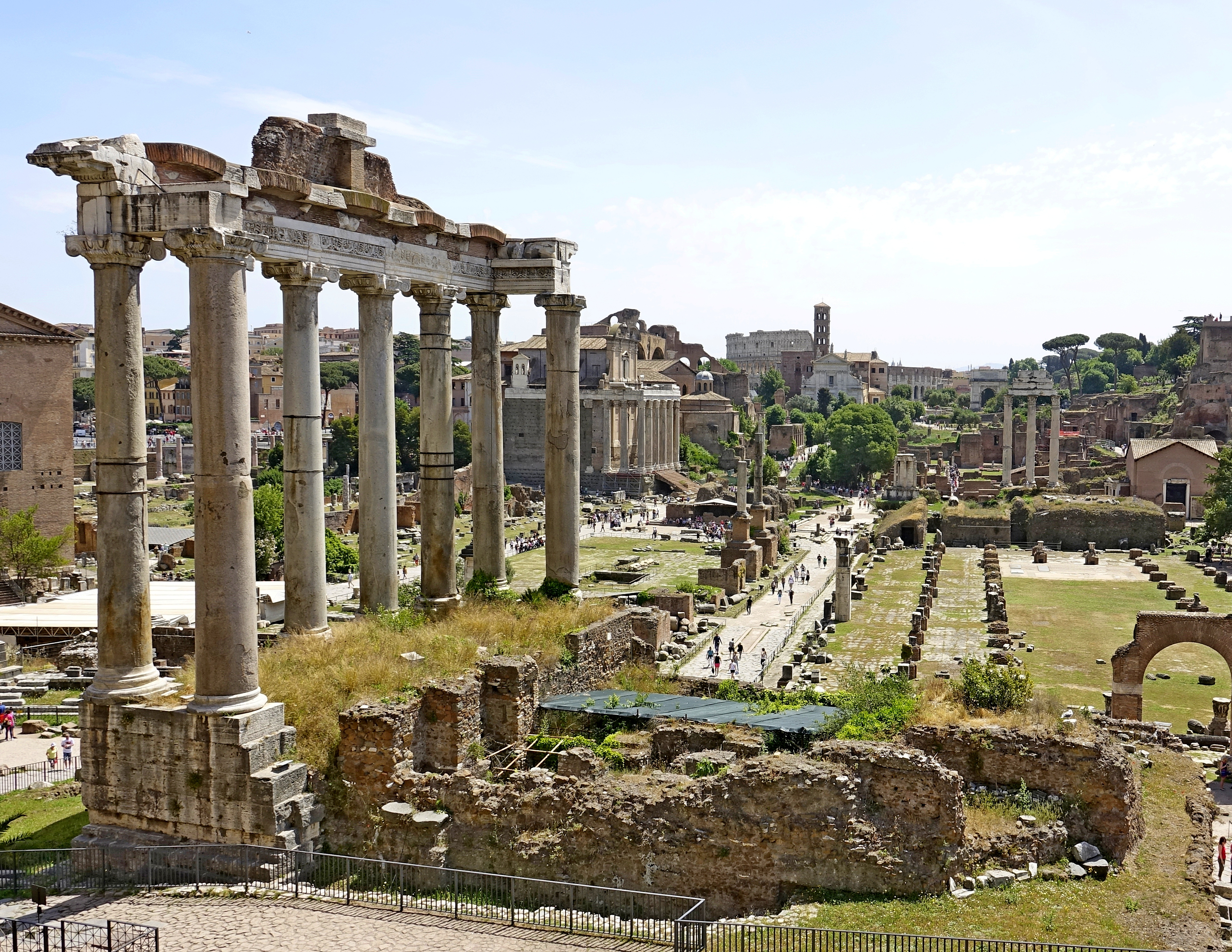
Der Saturntempel auf dem Forum Romanum, in dem die römische Staatskasse aufbewahrt wurde

Das Aerarium, s. a. Ärar, (von lateinisch aes ‚Bronze‘) war die antike römische Staatskasse, die das bewegliche Volksvermögen beinhaltete. Ihre vollständige Bezeichnung war Aerarium populi Romani (‚Schatz des römischen Volkes‘). Sie befand sich im Saturntempel auf dem Forum Romanum und wurde deshalb auch aerarium Saturni genannt.

## Römische Republik
Das aerarium wurde zunächst von zwei und später zum Ende der Republik von bis zu acht vom Volk gewählten Quaestoren verwaltet und unterstand dem Dispositionsrecht des römischen Senats. Es bestand aus Edelmetallen, Geld und Schuldverschreibungen. Zugleich diente es auch als Depot für öffentliche Urkunden, wie Pachtverträge über öffentliches Gemeindeland, Steuerlisten und Abrechnungen über öffentliche Gelder. Es war auch das Magazin für die Feldzeichen sowie das Archiv für die Volksbeschlüsse (plebiscita) und Senatsgutachten (senatus consulta). Die Richter- und Geschworenenlisten wurden ebenso dort aufbewahrt. Das aerarium speiste sich aus Steuern, Überschüssen aus den Provinzialverwaltungen, Einnahmen aus Verpachtung, Geldstrafen und Kriegsbeute. Vom aearium aus wurden die Finanzaufsicht und Rechnungskontrolle gesteuert.

## Römische Kaiserzeit

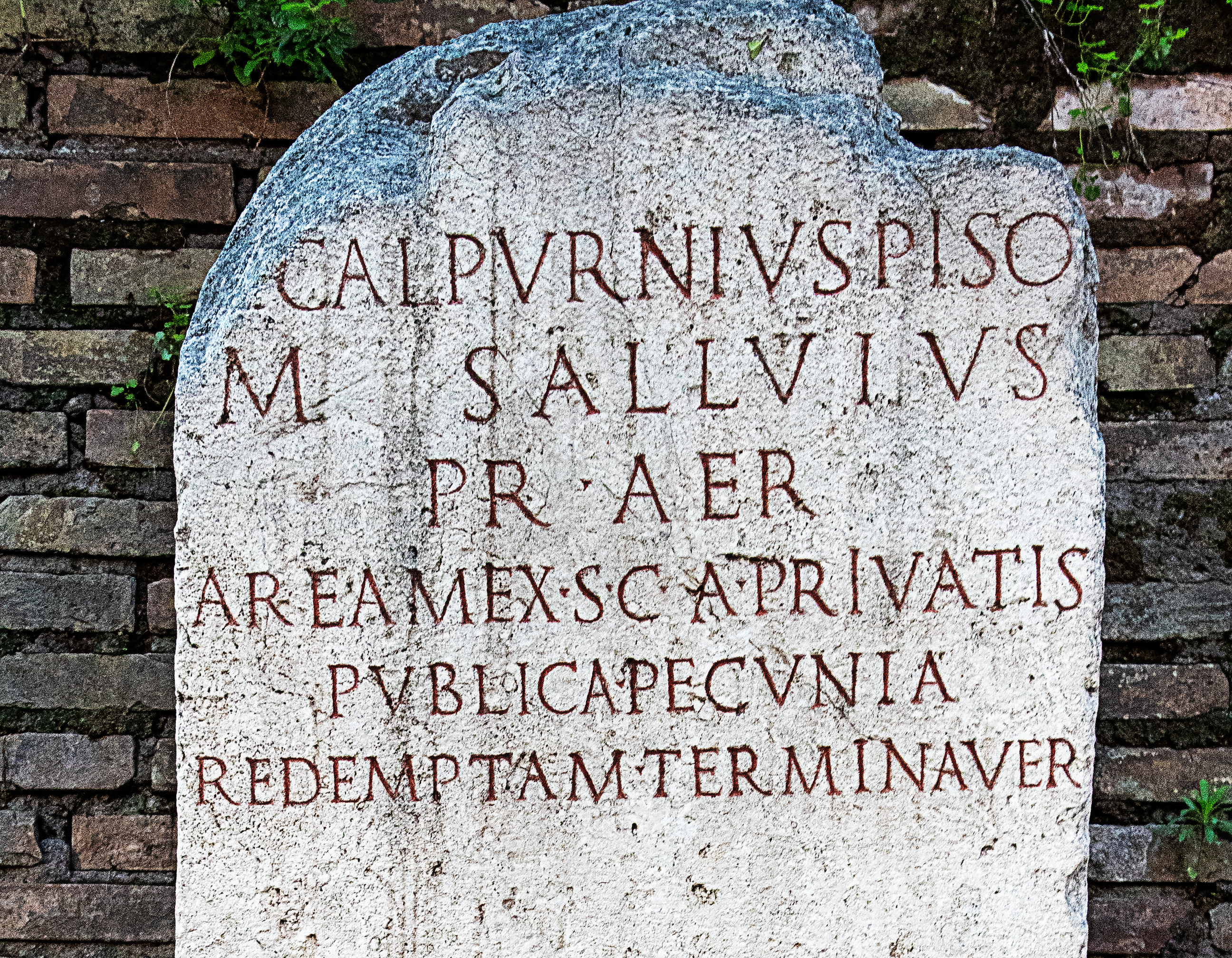
Terminationsstein der praetores aerarii (L. Calpurnius Piso und M. Sall(u)vius), die mit Geldern aus dem Aerarium auf Senatsbeschluss privaten Grund aufkauften (CIL 06 1265)

In der Kaiserzeit nahm die Bedeutung des aerarium saturni ab, da die kaiserliche Kasse, der fiscus, seit Augustus einen beträchtlichen Teil der Einnahmen erhielt, die bisher dem aerarium zugestanden hatten. Die Mehreinnahmen aus den senatorischen Provinzen flossen weiterhin in das aerarium, das auch seine Bedeutung als Staatsarchiv beibehielt. Die Kassenverwaltung wurde im Jahre 23 v. Chr. auf zwei praetores aerarii übertragen. Die fiskalische Administration des aerarium geriet schließlich unter Nero in die Zuständigkeit von kaiserlichen Beauftragten (praefecti aerarii), um in der Folgezeit des Prinzipats vollends im fiscus aufzugehen.

## Sonderformen
Es existierten neben dem ursprünglichen aerarium populi romani drei weitere Sonderformen.

### Aerarium sanctius populi romani
In dieses Ressort der Staatskasse, das als Rücklage für Notfälle gedacht war, flossen die Einnahmen aus einer fünfprozentigen Freilassungssteuer. Diese Taxe wurde 357 v. Chr. durch eine lex Manlia eingeführt.

### Aerarium militare
Das von Augustus begründete aerarium militare, aus der Veteranen ihre Versorgung erhielten, wurde anfangs mit dem Senat zusammen verwaltet, geriet aber im Lauf der Kaiserzeit ebenfalls völlig unter kaiserliche Kontrolle. Diese Pensionskasse wurde durch eine fünfprozentige Erbschaftsteuer (vicesima hereditatium), die aber nur von römischen Bürgern gezahlt werden musste, sowie durch eine einprozentige Verkaufssteuer (centesima rerum venalium) finanziert. Als Startkapital zahlte Augustus im Jahr 6 n. Chr. 170 Millionen Sesterzen aus seinem Privatvermögen in die Kasse ein; im Gegenzug mussten die Soldaten aber die Verlängerung ihrer Dienstzeiten (Prätorianer von 12 auf 16 und Legionäre von 16 auf 20 Jahre) akzeptieren. Dafür wurde anfänglich festgelegt, dass die Soldaten am Ende ihrer Dienstzeit folgende Summen erhalten sollten: jeder Prätorianer 20.000 und jeder Legionär 12.000 Sesterzen.

### Aerarium publicum
Als aerarium konnten auch die öffentlichen Kassen von Städten (Municipia) und kleineren Landgemeinden im römischen Reich bezeichnet werden.